# Каралогос, Томас
Томас Каралогос (греч. Θωμάς Καραλογος, род. 5 августа 1951, Пирей) — греческий ватерполист, полевой игрок. Участник летних Олимпийских игр 1968, 1972 и 1980 годов.

## Биография
Томас Каралогос родился 5 августа 1951 года в греческом городе Пирей.
Играл в водное поло за «Этникос» из Афин.
В 1968 году вошёл в состав сборной Греции по водному поло на летних Олимпийских играх в Мехико, занявшей 14-е место. Играл в поле, провёл 8 матчей, забросил 1 мяч в ворота сборной Японии.
В 1972 году вошёл в состав сборной Греции по водному поло на летних Олимпийских играх в Мюнхене, поделившей 13-16-е места. Играл в поле, провёл 4 матча, забросил 1 мяч в ворота сборной Австралии.
В 1980 году вошёл в состав сборной Греции по водному поло на летних Олимпийских играх в Москве, занявшей 10-е место. Играл в поле, провёл 8 матчей, мячей не забрасывал.

## Семья
Старший брат Иоаннис Каралогос (род. 1949) также выступал за сборную Греции по водному поло, участвовал в летних Олимпийских играх 1972 года.